# 全国神職会
全国神職会（ぜんこくしんしょくかい、旧字体：全󠄁國神󠄀職會）は、1898年（明治31年）に設立された、国体を闡明して神社の興隆と神職の向上発展を図ることを目的とする団体である。1941年（昭和16年）に大日本神祇会（だいにほんじんぎかい、旧字体：大日本神󠄀祇會）へと改称。1946年（昭和21年）に宗教法人神社本庁の成立に伴って解散し、前身組織の1つとなった。

## 概要
会員は伊勢神宮をはじめ官国幣社以下全国の神社に奉仕する神官神職約15000名である。
ほかに神社行政に関係する官吏、学識経験者あるいは本会に功労のある者などを名誉会員または特別会員に推薦する。
事務所は皇典講究所（麹町区飯田町。1923年（大正12年）から渋谷区若木町）にあったが、1932年（昭和7年）、会長江木千之らの努力で東京市渋谷区若木町11番地に会館が建設され、そこに移った。
理事15名（うち会長1名、副会長2名）、監事3名の役員が置かれ、議決機関である評議員は庁府県、朝鮮、台湾、樺太および関東州を区域とする各地方の神社団体から選出される。
事業は神社に関して必要な事項の調査研究、国体観念、敬神思想の涵養に必要な教化施設、その他神職の養成、表彰、互助などであり、機関誌は『全国神職会会報』、のち改題して『皇国』、さらに改題して『皇国時報』（旬刊）がある。

## 歴史
1882年（明治15年）以後、明治政府による神社制度をめぐる改革機運のなかにその起源を持つ。1889年（明治22年）には神祇官復興の世論によって神職の連盟である「神官同志会」が結成され、一連の運動が行われた。
1894年には社氏と社掌が判任官の身分を獲得し（明治27年勅令第22号府社県社以下神社の神職に関する件）、1898年（明治31年）に全国神職会が組織された。それ以来は、主として神祇に関する特別官衙の設置を主張し、また皇典講究所の存置に努力が払われた。
1900年（明治33年）11月、勅令により神社局が設置され、国家予算を獲得するに至った。
日清戦争後に台湾の森林から巨木が得られるようになり、鳥居が整備される。日露戦争後には樺太にも神社を拡大した。
1917年（大正6年）には学生への神社参拝強制問題について日本基督教会が「神社に関する決議」によって神社非宗教論を否定したため、相対的に宗教としての扱いを獲得した。
その後地方神職団体ならびに有力神社の拠出金によって基金が積み立てられ、1926年（大正15年）、財団法人が創立された。
1930年（昭和5年）、会館建設の議が起こり、宮内省御料地である敷地の払い下げを受けて、篤志家の寄付金によって1931年（昭和6年）、会館建設に着手したところこのことを天聴に達し、1932年（昭和7年）2月11日、紀元節にあたって特別の思し召しで下賜金を拝受した。
1937年には、大政翼賛会の前身となった国民精神総動員中央連盟に加盟した。
1946年（昭和21年）に宗教法人神社本庁の設立とともに解散し、皇典講究所、神宮奉斎会とともに統合された。

## 発行物
- 全国神職会「歴代幹部一覧」『全国神職会沿革史要』、全国神職会、1935年、165頁。